# 托爾馬克鄉
45°31′N 21°30′E / 45.517°N 21.500°E
托爾馬克鄉（羅馬尼亞語：Comuna Tormac, Timiș），是羅馬尼亞的鄉份，位於該國西部，由蒂米什縣負責管轄，面積134平方公里，海拔高度136米，2002年人口2,654，人口密度每平方公里20人。